# 6069 Cevolani
6069 Cevolani este un asteroid din centura principală de asteroizi.

## Descriere
6069 Cevolani este un asteroid din centura principală de asteroizi. A fost descoperit pe 8 august 1991 la Observatorul Palomar de Henry E. Holt. Asteroidul prezintă o orbită caracterizată de o semiaxă mare de 2,25 ua, o excentricitate de 0,04 și o înclinație de 4,0° în raport cu ecliptica.